# Mergo
Mergo település Olaszországban, Marche régióban, Ancona megyében. Lakosainak száma 996 fő (2023. január 1.). Mergo Arcevia, Rosora, Serra San Quirico és Cupramontana községekkel határos.

## Népesség
A település lakossága az elmúlt években az alábbi módon változott:
| Lakosok száma | 1022 | 1008 | 996  |
|               | 2017 | 2018 | 2023 |